# Gare de Marcheprime
Gare de Marcheprime – przystanek kolejowy w Marcheprime, w departamencie Żyronda, w regionie Nowa Akwitania, we Francji.
Jest przystankiem kolejowym Société nationale des chemins de fer français (SNCF), obsługiwanym przez pociągi TER Aquitaine.